# ワグディ語
ワグディ語（ワグディご、英: Wagdi language）は、ビリー諸語の一つである。主にラージャスターン州南部のドゥーンガルプル県やバーンスワーラー県で話されている。ビリー語とは相互理解可能性がある。 バグディ語、ワガド語、バガド語、バガリ語、ワガリ語、バガル語、ワガル語ともいう。ワグディ、バグディはワガド（バガド）地方が由来である。ワガリ、バガリもワガドの別名ワガル（バガル）が由来である。

## 言語名別称
- ワガド語
- バガド語
- ワガル語
- バガル語
- ワグディ語
- バグディ語
- ワガディ語
- バガディ語
- ワガリ語
- バガリ語

Bhili, Bhilodi, Mina Bhil, Vagadi, Vagari, Vagdi, Vaged, Vageri, Vagi, Wagadi, Wagari, Waghari, Wagholi, Wagri

## 方言
- Kherwara (wbr-khe)
- Sagwara (wbr-sag)
- Adivasi Wagdi (wbr-adi)

## 関連項目

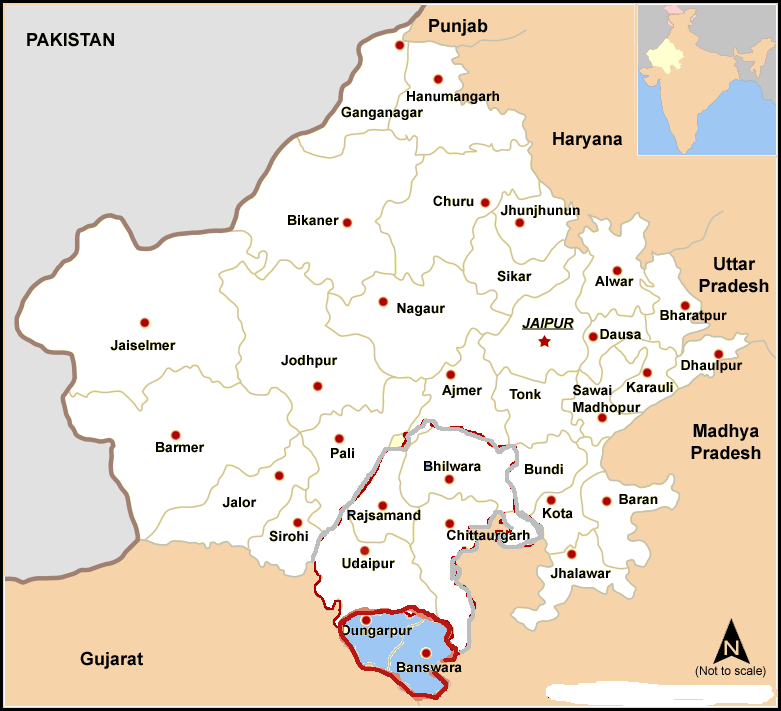
ラージャスターン州 ワガド（バガド）地方